# Reclaimer
Reclaimer je velika naprava za rokovanje z razsutimi tovori. Reclaimer pobira material iz velikega kupa in ga pošilja naprej po tekočem traku. 
Uporablja se za materiale kot so premog, železova ruda, cement, boksit. Kapaciteto se meri v  m3/uro, lahko pa tudi v tonah/uro. Reclaimerji se po navadi premikajo po železniških tirih. V večini primerov jih poganja električni motor. Prve reaclaimerje so upravljali delavci, danes pa so večinoma avtomatizirani, delavci jih po navadi usmerjajo, ko je kup neeakomeren in avtomatsko krmiljenje ne bi delovalo.